# تیوکاربوهیدرازید
تیوکاربوهیدرازید (به انگلیسی: Thiocarbohydrazide) یک ترکیب شیمیایی با شناسه پاب‌کم ۲۷۲۴۱۸۹ است.